# Österreichische Unihockeynationalmannschaft der Frauen
Die österreichische Unihockeynationalmannschaft der Frauen repräsentiert Österreich bei Länderspielen und internationalen Turnieren in der Sportart Unihockey. Zwei achte Plätze an den Weltmeisterschaften 1999 und 2001 sind bisher die besten Platzierungen.

## Geschichte
2015 entschied sich nach einigen Jahren ohne Teilnahme an einer WM sich der Qualifikation zu stellen. Das Team vom schwedischen Trainer Daniel Persson konnte im italienischen Celano keine der vier Partien gewinnen und konnte sich somit auch nicht für die Weltmeisterschaft 2015 in Bratislava qualifizieren.

## Platzierungen

### Weltmeisterschaften
| WM   | Austragungsort(e)           | Platz                                                     |
| ---- | --------------------------- | --------------------------------------------------------- |
| 1997 | Mariehamn und Godby         | 9. Platz                                                  |
| 1999 | Borlänge                    | 8. Platz                                                  |
| 2001 | Riga                        | 8. Platz                                                  |
| 2003 | Bern, Gümligen und Wünnewil | 15. Platz                                                 |
| 2005 | Singapur                    | nicht qualifiziert                                        |
| 2007 | Frederikshavn               | nicht qualifiziert                                        |
| 2009 | Västerås                    | nicht qualifiziert                                        |
| 2011 | St. Gallen                  | nicht qualifiziert                                        |
| 2013 | Brünn, Ostrava              | nicht teilgenommen                                        |
| 2015 | Tampere                     | nicht teilgenommen                                        |
| 2017 | Bratislava                  | nicht qualifiziert                                        |
| 2019 | Neuenburg                   | nicht qualifiziert                                        |
| 2021 | Uppsala                     | keine Qualifikationsturniere aufgrund der Corona-Pandemie |
| 2023 | Singapur                    | nicht qualifiziert                                        |

## Trainer
- 2016–2020: Daniel Persson
- 2020: Thom Arjen Nievi-Robben[4]